# Хьёлен
Хьёлен, также Кьёлен (норв. Kjølen — дословно «киль») — нагорье в Швеции и Норвегии, северо-восточная часть Скандинавских гор; тянется на протяжении около 600 км от Тронхеймс-фьорда и озера Фемунн примерно вдоль шведско-норвежской границы до плоскогорья Финнмарксвидда (до финско-норвежской и финско-шведской границы). Наиболее высокая точка нагорья — гора Кебнекайсе (2123 м).
Горы Хьёлена сложены преимущественно гнейсами, кристаллическими сланцами и гранитами.
Для нагорья характерны ледниковые формы рельефа, имеется ледники, большое число озёр; большинство рек короткие, с сильным течением. Хьёлен является водоразделом: реки его северо-западных склонов относятся к бассейну Норвежского моря, реки юго-восточных склонов — к бассейну Ботнического залива Балтийского моря.
Растительность на склонах гор Хьёлена — горно-таёжная и горно-тундровая. На шведской части нагорья находятся национальные парки Абиску, Стура-Шёфаллет и Сарек.